# Urocyon cinereoargenteus
L'urocione comune (Urocyon cinereoargenteus Schreber, 1775) è un urocione indigeno delle zone boscose, rocciose e tropicali del Nordamerica e le regioni montane del Sudamerica settentrionale.

## Descrizione
L'urocione comune è un canino di taglia media che differisce dall'urocione isolano dalla sua pelliccia più chiara e grandezza superiore di 25-50%. Da adulto misura 48.3-68.5 cm di lunghezza corporea, con la coda misurando 11-29 cm. Il peso tipico è 1.8-7 kg. La pelliccia è grigia brizzolata sul dorso e i fianchi, con una striscia longitudinale scura lunga la coda, che presenta una punta nera. Sono presenti chiazze scure e bianche sulla faccia, e cannella ruggine sul collo, i fianchi e gli arti. Del bianco è anche presente sulle orecchie, la gola, il torace, l'addome e gli arti posteriori, mentre la borra è solitamente di color camoscio o grigio. La coda è folta, con pelo ispido. C'è almeno una segnalazione di un esemplare albino e di uno privo di peli di guardia.
L'unità sociale normale consiste in una coppia accompagnata dai cuccioli dell'anno, che lasciano i genitori dopo 9-10 mesi di vita. Sebbene i cuccioli cresciuti possano viaggiare oltre 80km dal loro territorio natale, ci sono casi in cui tornano presso i loro luoghi di nascita. La grandezza d'un territorio può variare in areale da 0.8-27.6km², variando con la qualità dell'ambiente e la disponibilità di cibo.
L'urocione raggiunge la maturità sessuale all'età di 10 mesi, ma non tutte le femmine si riproducono al primo anno di vita. L'accoppiamento avviene solitamente dal gennaio al aprile, con una gravidanza di circa 60 giorni. Le cucciolate numerano dai 1-10 piccoli, con una media di quattro. Gli occhi dei cuccioli aprono dopo 10-12 giorni, e cominciano ad accompagnare i genitori durante la caccia a tre mesi d'età. Ambedue i genitori nutrono i piccoli, che raggiungono il peso adulto dopo 210 giorni. Il parto e la cura dei cuccioli avviene in tane scavate o dai genitori o da altri animali. S'intanano anche in alberi cavi a circa nove metri d'altezza.

## Biologia

### Alimentazione

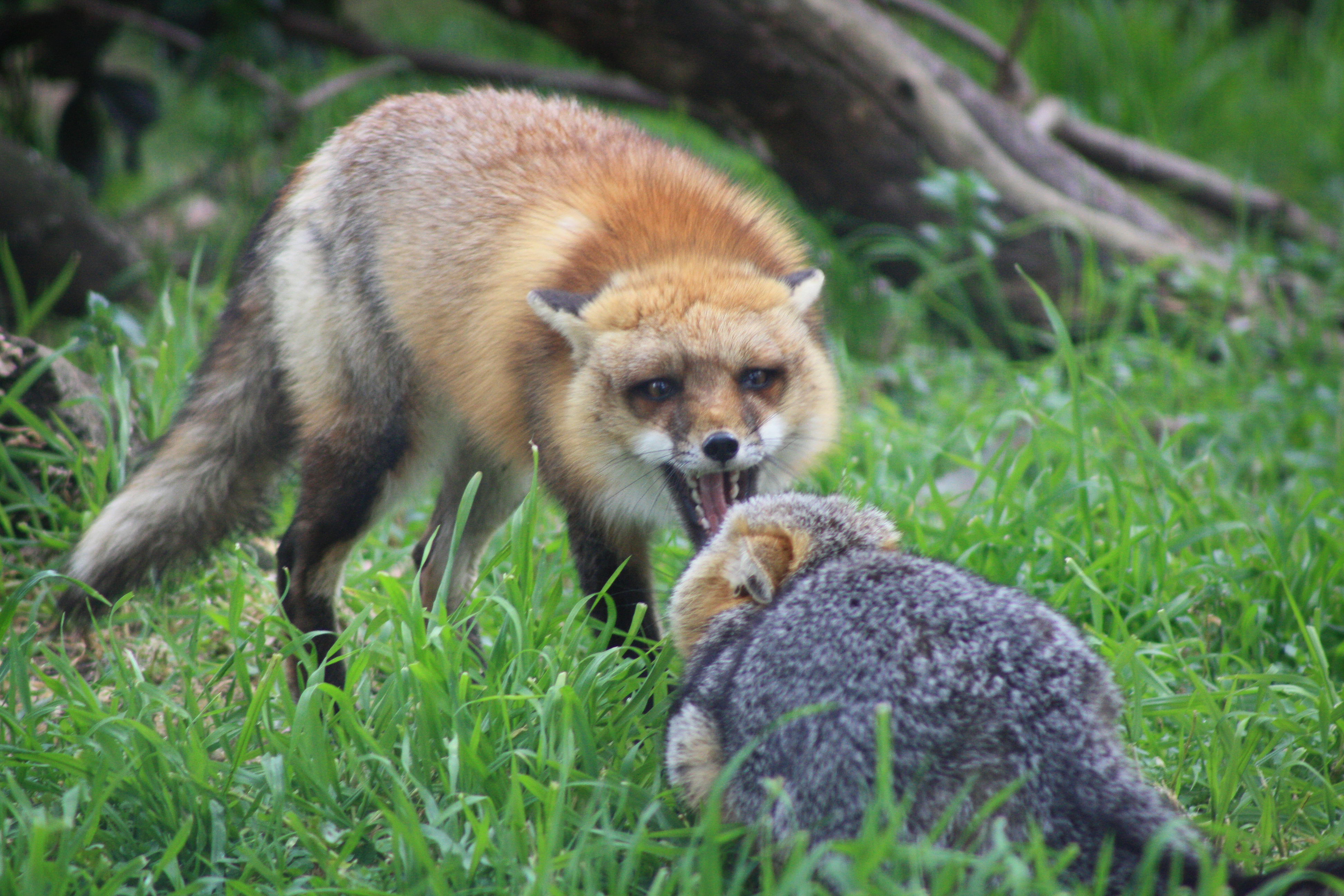
Urocione in uno scontro con una volpe rossa

È fra i canini più onnivori delle americhe, cibandosi principalmente dei conigli silvilaghi e dei roditori durante l'inverno, per poi espandere la sua dieta agli insetti, gli uccelli, i frutti, le noci, e occasionalmente le carogne durante la primavera e l'estate. La consumazione dei frutti e delle noci aumenta durante l'autunno, quando queste fonti di nutrimento sono più abbondanti.

### Nemici e concorrenti
L'urocione comune è spesso vittima del coyote, che lo uccide opportunisticamente e gli limita la popolazione. In California, il numero di urocioni sono soppressi dai coyote, e il numero di urocioni incrementò in Texas quando i coyote erano perseguitati. Nella California meridionale, gli urocioni evitano gli scontri con i coyote vivendo nelle zone di chaparral più fitte. Viene anche predato dalle aquile reali, i puma e le linci rosse. In contrasto, l'urocione sembra essere un fattore determinativo nel sopprimere i numeri di donnole.
L'urocione comune condivide gran parte del suo areale con la volpe rossa. Storicamente, la concorrenza fra le due specie era probabilmente evitata grazie a differenze in preferenze ambientali ed alimentari. Casi recenti di deforestazione ed altre interferenze antropiche hanno aumentato le interazioni fra le due specie.

### Malattie e parassiti
La specie è ospite di almeno 15 specie di pulci, due specie di pidocchi, nove specie di zecche, due specie di trombiculidi e sette specie di acari. Contrariamente alla volpe rossa, l'urocione è molto resistente alla scabbia, riuscendo a sopravvivere a infestazioni di acari della scabbia che ucciderebbero una volpe. È anche ospite di cinque specie di trematodi, otto specie di cestodi, 17 specie di nematodi, e due specie di acantocefali.
Tra le malattie segnalate ad infettare gli urocioni vi sono la rabbia, il cimurro, l'encefalite di Saint-Louis, tularemia, listeriosi, leptospirosi, istoplasmosi, toxoplasmosi, febbre q, e la malattia di Tyzzer.

## Distribuzione e habitat
L'areale dell'urocione si estende dall'angolo meridionale del Canada centrale ed orientale, Oregon, Nevada, Utah e Colorado fino alla Venezuela e Colombia settentrionale, e dalla costa pacifica degli Stati Uniti fino all'oceano Atlantico e il Mare Caraibico. È assente dalle montagne rocciose e le zone caraibiche del Honduras, Nicaragua, Costa Rica e il Panama occidentale.
Storicamente, l'urocione comune non si trovava spesso nelle Grandi pianure, data la scarsità di rifugi boscosi. La successiva colonizzazione di questa zona è stata facilitata dalle attività antropiche come la soppressione degli incendi e la piantaggine degli alberi. La specie una volta si trovava sull'isola di Martha's Vineyard, ed era precedentemente più comune in America centrale prima della deforestazione per le terre agricole.
Nel Nordamerica orientale, l'urocione comune è spesso associato con foreste di caducifoglie, inframezzate con campi abbandonati e boscaglie. Nel Nordamerica occidentale, si trova in ambienti misti, dagli orti, boscaglie, chaparral e zone riparie. La specie occupa le zone forestali e boscose nell'America centrale e gli ambienti montani forestali nel Sudamerica. Si trova anche nelle zone semi-aride degli Stati Uniti sudoccidentali e del Messico settentrionale, dove abbondano i rifugi. Riesce, apparentemente, a sopravvivere nei margini di certe zone urbane.